# Never Ever (canción de All Saints)
«Never Ever» es una canción del grupo británico-canadiense de chicas All Saints. La canción, escrita por la miembro de All Saints Shaznay Lewis junto a Robert Jazayeri y Sean Mather, y producida por Cameron McVey y Magnus Fiennes, fue lanzada el 17 de noviembre de 1997 en Europa y en julio de 1998 en los Estados Unidos como el segundo sencillo de su álbum debut, All Saints (1997). La canción fue incluida más adelante en sus álbumes compilatorios All Hits (2001), Pure Shores: The Very Best of All Saints (2010) y su álbum de remixes, The Remix Album (1998).
A la fecha, Never Ever es el sencillo más exitoso de All Saints, llegando a alcanzar el primer lugar de las listas en varios países como Australia, Nueva Zelanda y el Reino Unido, mientras que llegó a ubicarse entre los primeros diez en listas de Irlanda, Suecia, Canadá, los Países Bajos, Francia, Suiza, Noruega, Austria y Estados Unidos. Es también, hasta la fecha, el segundo sencillo más vendido de un grupo de chicas en el Reino Unido, solo por detrás de Wannabe de las Spice Girls.
Se filmaron dos videos para el sencillo; una versión europea y australiana, y una versión para América del Norte, debido al masivo éxito de la canción en esos países. La versión norteamericana mostraba al grupo en una iglesia, mientras que la versión europea las mostraba al lado de una pisicina y en sus hogares. All Saints ganó dos BRIT Awards por este sencillo en 1998: Mejor Sencillo y Mejor Video.

## Lista de canciones y formatos
Estos son los formatos y listas de canciones de los lanzamientos más importantes de Never Ever.
| CD 1 / CD Australiano | CD 1 / CD Australiano                    | CD 1 / CD Australiano |
| --------------------- | ---------------------------------------- | --------------------- |
| 1.                    | "Never Ever"                             | 5:15                  |
| 2.                    | "Never Ever" (Nice Hat Mix)              | 5:13                  |
| 3.                    | "I Remember"                             | 4:08                  |
| CD 2                  |                                          |                       |
| 1.                    | "Never Ever"                             | 5:15                  |
| 2.                    | "Never Ever" (Booker T's Vocal Mix)      | 6:19                  |
| 3.                    | "Never Ever" (Booker T's Down South Dub) | 6:28                  |
| 4.                    | "Never Ever" (Booker T's Up North Dub)   | 5:55                  |
| Casete/Dos pistas     |                                          |                       |
| 1.                    | "Never Ever"                             | 5:15                  |
| 2.                    | "I Remember"                             | 4:08                  |
| 12 pulgadas           |                                          |                       |
| 1.                    | "Never Ever" (All Star Remix)            | 3:59                  |
| 2.                    | "Never Ever" (Booker T's Vocal Mix)      | 6:19                  |

## Posicionamiento en listas y certificaciones
| País           | Lista (1997–98)        | Mejor posición | Ref.  |
| -------------- | ---------------------- | -------------- | ----- |
| Alemania       | Media Control AG       | 18             | [ 2 ] |
| Australia      | ARIA Charts            | 1              | [ 2 ] |
| Austria        | Ö3 Austria Top 40      | 7              | [ 2 ] |
| Bélgica        | Ultratop 50 flamenca   | 4              | [ 2 ] |
| Bélgica        | Ultratop 40 valona     | 16             | [ 2 ] |
| Canadá         | Canadian Singles Chart | 4              | [ 3 ] |
| Estados Unidos | Billboard Hot 100      | 4              | [ 4 ] |
| Estados Unidos | Top 40 Mainstream      | 3              | [ 4 ] |
| Finlandia      | Finnish Singles Chart  | 12             | [ 2 ] |
| Francia        | SNEP Charts            | 4              | [ 2 ] |
| Irlanda        | Irish Singles Chart    | 2              | [ 5 ] |
| Italia         | FIMI                   | 5              | [ 6 ] |
| Noruega        | VG-lista               | 6              | [ 2 ] |
| Nueva Zelanda  | RIANZ Charts           | 1              | [ 2 ] |
| Países Bajos   | Dutch Top 40           | 4              | [ 7 ] |
| Reino Unido    | UK Singles Chart       | 1              | [ 8 ] |
| Suecia         | Hitlistan              | 3              | [ 2 ] |
| Suiza          | Swiss Singles Chart    | 4              | [ 2 ] |

| Lista (1997)           | Posición |
| ---------------------- | -------- |
| UK Singles Chart       | 16       |
| Lista (1998)           | Posición |
| UK Singles Chart       | 13       |
| U.S. Billboard Hot 100 | 42       |

| País        | Organismo certificador | Certificación | Ref.   |
| ----------- | ---------------------- | ------------- | ------ |
| Australia   | ARIA                   | 2× Platino    | [ 11 ] |
| Bélgica     | IFPI (Bélgica)         | Oro           | [ 12 ] |
| Reino Unido | BPI                    | 2× Platino    | [ 13 ] |
| Suecia      | GLF                    | Oro           | [ 14 ] |
| Suiza       | IFPI Suiza             | Oro           | [ 15 ] |